# San Pedro Zacapa (kommun)
San Pedro Zacapa är en kommun i Honduras.   Den ligger i departementet Departamento de Santa Bárbara, i den västra delen av landet, 120 km nordväst om huvudstaden Tegucigalpa. Antalet invånare är 8 373.